# Gyllentofsad tangara
Gyllentofsad tangara (Tachyphonus delatrii) är en fågel i familjen tangaror inom ordningen tättingar.

## Utbredning och systematik
Fågeln förekommer från tropiska östra Honduras till västra Ecuador, ön Gorgona (utanför Colombia). Den behandlas som monotypisk, det vill säga att den inte delas in i några underarter.

### Släktestillhörighet
Arten placeras traditionellt i Tachyphonus. Genetiska studier pekar på att arterna inte är varandras närmaste släktingar. Vissa taxonomiska auktoriteter, som Birdlife International, placerar därför gyllentofsad tangara i det egna släktet Chrysocorypha.

## Status och hot
Arten har ett stort utbredningsområde, men tros minska i antal, dock inte tillräckligt kraftigt för att den ska betraktas som hotad. Internationella naturvårdsunionen IUCN listar arten som livskraftig (LC). Beståndet uppskattas till i storleksordningen en halv miljon till fem miljoner vuxna individer.